# 中华人民共和国特赦
特赦是《中华人民共和国宪法》中免除罪犯服刑的规定，由全国人民代表大会常务委员会决定。

## 宪法规定
1949年《中華人民共和國中央人民政府組織法》规定：
第七條　中央人民政府委員會，依據中國人民政治協商會議全體會議制定的共同綱領，行使下列的職權：
⋯⋯
七、頒布國家的大赦令和特赦令。
⋯⋯
在1954年《中华人民共和国宪法》中，有如下规定：

第三十一條　全國人民代表大會常務委員會行使下列職權：
⋯⋯
（十五）決定特赦；
⋯⋯

第四十條　中華人民共和國主席根據全國人民代表大會的決定和全國人民代表大會常務委員會的決定，公佈法律和法令，任免國務院總理、副總理、各部部長、各委員會主任、秘書長，任免國防委員會副主席、委員，授予國家的勳章和榮譽稱號，發佈大赦令和特赦令，發佈戒嚴令，宣佈戰爭狀態，發佈動員令。
此即全國人民代表大會常務委員會对特赦有决定权，中華人民共和國主席根据全國人民代表大會常務委員會的决定，发布特赦令。
1975年《中华人民共和国宪法》取消了关于特赦的所有规定。
1978年《中华人民共和国宪法》恢复了关于特赦的规定。该宪法称：

第二十五条　全国人民代表大会常务委员会行使下列职权：
⋯⋯
（十一）决定特赦；
⋯⋯
由于未设中華人民共和國主席，所以特赦只需要全国人民代表大会常务委员会决定即可生效。
1982年《中华人民共和国宪法》恢复设置中華人民共和國主席。该宪法称：

第六十七条　全国人民代表大会常务委员会行使下列职权：
⋯⋯
（十七）决定特赦；
⋯⋯

第八十条　中华人民共和国主席根据全国人民代表大会的决定和全国人民代表大会常务委员会的决定，公布法律，任免国务院总理、副总理、国务委员、各部部长、各委员会主任、审计长、秘书长，授予国家的勋章和荣誉称号，发布特赦令，发布戒严令，宣布战争状态，发布动员令。
这样宪法关于特赦的规定又恢复到1954年宪法的规定。

## 历次特赦
国家主席刘少奇曾经在1959年至1966年间发布六次特赦令。历次特赦释放人员包括原属于蒋介石集团、满洲国、蒙疆自治政府的战争罪犯、反革命罪犯和普通刑事罪犯。以下名单中列出获得特赦的原属于蒋介石集团、满洲国、蒙疆自治政府的战争罪犯。获得特赦的反革命罪犯和普通刑事罪犯暂不列入。至1975年，因国家主席一职被废除，改由中共中央主席毛泽东发布。

### 第一次（1959年12月4日）
1959年9月17日，中华人民共和国主席特赦令公布。中华人民共和国最高人民法院遵照特赦令，于12月4日首批特赦释放33名，其中包括有原属于蒋介石集团的战争罪犯30名，原属于伪满洲国的战争罪犯2名，原属于伪蒙疆自治政府的战争罪犯1名。名单如下（以下完全按照特赦通告上所列人名和职务列出，下同）：
被特赦的原属于蒋介石集团的战争罪犯30名
- 杜聿明：国民党东北保安长官司令部中将司令、徐州“剿总”中将副司令
- 王耀武：国民党第二绥靖区中将司令官兼山东省政府主席
- 曾扩情：国民党四川省党部主任委员
- 郑庭笈：国民党四九军中将军长
- 宋希濂：国民党川湘鄂边区绥靖公署中将主任
- 杨伯涛：国民党十八军少将军长
- 陈长捷：国民党天津市警备司令部中将司令
- 邱行湘：国民党青年军二零六师少将师长兼洛阳警备司令
- 周振强：国民党浙西师管区中将司令兼金华城防指挥
- 卢浚泉：国民党第六兵团中将司令
- 赵金鹏：国民党第三绥靖区上校参谋
- 周震东：国民党徐州总司令部定国部队中校副支队长
- 杜聚政：国民党二五军四十师上校副师长
- 业杰强：国民党七二军二三三师六九八团上校团长
- 唐曦：国民党七十军参谋处二科少校科长
- 白玉昆：国民党太原绥靖公署建军会少将课长
- 贺敏：国民党晋冀区铁路局总务处长
- 孟昭楹：国民党北平警备司令部少将参议
- 廖缉清：国民党内调局西南办事处代主任
- 杨怀丰：国民党山西省新闻处长
- 曹钟麟：国民党天津市民政局长
- 徐以智：国民党南京中央训练团少将团员
- 甄肇麟：国民党九九军少将高级参谋代理二六八师参谋长
- 刘化南：国民党北平行营少将参议
- 罗祖良：国民党六兵团第四处少将处长
- 李宝善：国民党七七军三十七师少将师长
- 陈启銮：国民党十二军上校高级参谋
- 董世理：国民党闽南暂编纵队一支队上校副司令
- 王中安：国民党六四军一五六师四六八团上校团长
- 蔡射受：国民党一一六军二八七师政工处上校处长

被特赦的原属于伪满洲国的战争罪犯2名
- 爱新觉罗·溥仪：伪满洲国皇帝
- 郭文林：伪满洲国第十军管区中将司令官

被特赦的原属于伪蒙疆自治政府战争罪犯1名
- 雄努敦都布：伪锡察盟全军副司令

“12月4日，最高人民法院分别在各地的战犯管理所召开了有全体在押的战争罪犯参加的特赦释放大会，宣布了特赦释放的战争罪犯名单，发给了他们以特赦通知书。”

### 第二次（1960年11月28日）
1960年11月19日，中华人民共和国主席特赦令公布。中华人民共和国最高人民法院遵照特赦令，于11月28日释放“确实改恶从善的战争罪犯”50名。其中包括有原属于蒋介石集团的战争罪犯45名，原属于伪满洲国的战争罪犯4名，原属于伪蒙疆自治政府的战争罪犯1名。名单如下：
被特赦释放的原属于蒋介石集团的战争罪犯45名
- 李仙洲：国民党第二绥靖区中将副司令官
- 范汉杰：国民党东北“剿总”中将副司令兼锦州指挥所主任
- 罗历戎：国民党第三军中将军长
- 胡临聪：国民党第四十一军中将军长
- 陈金城：国民党整编九十六军中将军长
- 李以劻：国民党第五军中将副军长兼独立五十师师长
- 宋瑞珂：国民党整编六十六师中将师长
- 庞镜塘：国民党中央执行委员兼山东省党部主任委员
- 沈醉：国民党特务机关保密局云南站少将站长
- 许长林：国民党七十七军少将副军长
- 杨团一：国民党整编八十四师少将副师长
- 欧阳午：国民党六十军暂编五十二师少将副师长
- 杜永鑫：国民党七十二军二百三十三师少将副师长
- 许文庆：国民党五十五军四十四师少将参谋长
- 董益三：国民党十五绥靖区司令部二处少将处长
- 夏建绩：国民党一百一十四师上校师长
- 陈芳芝：国民党一百零五军一百八十师上校代师长
- 陈庆斌：国民党六十四军一百五十六师上校副师长
- 王友直、张普霖、阳丽天、高广荣、冯国典、庞铮、丛潜滋、李绍汤、李清源、戴霖、冯志修、贺清源、袁政、张静山、应昂、徐玉璞、盛正林、张应中、廖光武、刘伯华、邹德裕、姜士行、刘冠生、蒋植五、马保民、王抡楦、韩光琦：国民党军队其他校级军官和国民党党政人员

被特赦释放的原属于伪满洲国的战争罪犯4名
- 金名世：伪满洲国厚生部大臣
- 王子衡：伪满洲国滨江省省长
- 爱新觉罗·溥杰：伪满洲国宫内府侍从武官
- 正珠尔扎布：伪满洲国第十军管区少将参谋长

被特赦释放的原属于伪蒙疆自治政府战争罪犯1名
- 陈绍武：伪蒙疆自治政府国防部二厅少将额外专员

11月28日，“最高人民法院和有关地区的高级人民法院，分别在各战犯管理所召开了有全体在押的战争罪犯参加的特赦释放大会。”“在各地的特赦释放大会上，最高人民法院和高级人民法院还同时宣布了一批悔改较好的被减刑的战争罪犯名单，这批被减刑的战争罪犯共有二十一名。”

### 第三次（1961年12月25日）
1961年12月16日，中华人民共和国主席特赦令公布。中华人民共和国最高人民法院遵照特赦令，于1961年12月25日特赦释放了68名“确实改恶从善的战争罪犯”。其中包括有原属于蒋介石集团的战争罪犯61名，原属于伪满洲国的战争罪犯7名。68名战争罪犯中共有将级军官三十二名。名单如下：
被特赦释放的原属于蒋介石集团的战争罪犯61名
- 廖耀湘：国民党第九兵团中将司令官
- 林伟俦：国民党第六十二军中将军长兼天津防守副司令
- 何文鼎：国民党第七兵团中将副司令
- 黄淑：国民党第十三兵团第九军中将军长
- 韩浚：国民党第七十三军中将军长
- 王凌云：国民党河南第一路挺进军中将总指挥
- 孙楚：国民党太原绥靖公署中将副主任
- 马瑛：国民党云南绥靖公署中将副主任
- 杜建时：国民党天津市市长
- 张文鸿：国民党第四十八军中将军长兼滇边区绥靖司令部副司令
- 李猷龙：国民党西康省党部主任委员
- 李帆群：国民党新疆省党部代理书记长
- 郭旭：国民党特务机关保密局少将经理处长
- 覃道善：国民党第十军少将军长
- 娄福生：国民党第六十一军少将副军长兼第十兵团司令部代参谋长
- 苏本善：国民党华中长官公署视察专员、湖南省财政厅长
- 公秉藩：国民党湖北省保安司令部少将参谋长
- 娄渊泉：国民党河南第一路绥靖总指挥部少将高参
- 贾宣宗：国民党第三十九师少将师长
- 彭斌：国民党整编第五十二旅少将副旅长
- 于一凡：国民党第十二军一百一十二师少将师长
- 霍冠南：国民党华中区桂北军政区少将副司令
- 丘士深：国民党国防部工程署少将副署长
- 李寓春：国民党吉林师管区少将司令
- 杨彬：国民党后勤部二兵站总监部少将副总监
- 陈振东：国民党第三十三军少将副军长
- 陈中和：国民党国防部第七视察组少将视察官
- 徐中平：国民党国防部青年救国团沪浦义勇总队少将总队长
- 陶子贞：国民党暂二总队干训班少将教育长兼暂三师代师长
- 王御之：国民党国防部少将部员
- 马润昌：国民党第三绥靖区少将参议
- 董绍周：国民党第八十五军一百一十师少将副师长
- 康健东：国民党特务机关军统局热（河）察（哈尔）站副站长
- 曾传坦、亢凤翔、吴文光、刘建庭、冉启前、程立志、霍静斋、厉建华、王志贵、庞进科、石渭崇、全裕谦、蔡培元、严桐岗、蒋开庚、马伏勋、陈枢、陈剑声、郭振疆、杨功臣、崔言复、刘润珊、巩兴加、何治洪、孙孝良、常铁生、欧阳浩、黄毓源：国民党军队其他校级军官和国民党党政人员

被特赦释放的原属于伪满洲国的战争罪犯7名
- 阮振铎：伪满洲国外交部大臣
- 王之佑：伪满洲国第一军管区上将司令官
- 周大鲁：伪满洲国第八军管区中将司令官
- 赵玮：伪满洲国第八军管区少将参谋长
- 刘显良：伪满洲国步兵第十七旅少将旅长
- 任广福：伪满洲国第三军管区少将参谋长
- 满丰昌：伪满洲国第三军管区上校副官处长

“在各地特赦释放这批战争罪犯的同时，最高人民法院和有关地方高级人民法院还宣布了一批悔改较好的被减刑的战争罪犯名单，受到减刑宽大处理的战争罪犯共有十六名。最高人民法院在北京特赦战争罪犯的同时，还宣布准予重要的战争罪犯康泽监外就医。”

### 第四次（1963年4月9日）
1963年，中华人民共和国主席特赦令公布。中华人民共和国最高人民法院遵照特赦令，于1963年4月9日特赦释放了35名“战争罪犯”。其中包括有原属于蒋介石集团的战争罪犯30名，原属于伪满洲国的战争罪犯4名，原属于伪蒙疆自治政府的战争罪犯1名。名单如下：
被特赦释放的原属于蒋介石集团的战争罪犯30名
- 康泽：国民党第十五绥靖区中将司令官
- 严翊：国民党第四十七军中将军长
- 李益智：国民党第八兵团第五十五军第七十四师中将师长
- 孙渡：国民党西南军政长官公署中将副长官
- 高建白：国民党第二十四军军官总队中将总队长
- 贾毓芝：国民党第四十三军少将副军长兼迫击炮师师长
- 邓军林：国民党第二兵团第七十军少将代军长
- 褚静亚：国民党第七十六军少将副军长兼二十师师长
- 黄志圣：国民党第六十四军第一百五十九师少将师长
- 蔡钲：国民党第四十一军第一百二十四师少将师长
- 杨焕彩：国民党中央军官训练团少将团员
- 刘庄如：国民党湖北绥靖总司令部第二处少将处长
- 姚轻耘：国民党第六十四军第一百五十九师少将副师长
- 余耀龙：国民党华中长官公署少将部员
- 舒靖南：国民党中统局鄂汉区情报组副组长
- 周上凡：国民党川湘鄂绥靖公署第七绥靖区少将司令
- 谷文化：国民党山西青年军官教导团少将教务处长
- 陈维忠：国民党军需署储备司令部少将专员
- 李建白、陈卧云、余用明、萧佛南、吴克信、石建中、项其科、谢涵三、吴靖洲、陈应瑞、屈能伸、陈开国：国民党军队其他校级军官和国民党党政人员

“在这些特赦释放的战争罪犯中，原国民党第十五绥靖区中将司令官康泽已于一九六一年十二月被准予监外就医。”
被特赦释放的原属于伪满洲国的战争罪犯4名
- 谷次亨：伪满洲国交通部大臣
- 赵秋航：伪满洲国第三军管区中将司令官
- 王光寅：伪满洲国第二军管区少将军法处长
- 王贤伟：伪满洲国国务院总务厅次长

被特赦释放的原属于伪蒙疆自治政府的战争罪犯1名
- 德木楚克栋鲁布：伪蒙疆自治政府主席、伪蒙古军总司令

“在各地的特赦释放大会上，最高人民法院和有关地区高级人民法院还同时宣布一批悔改较好的被减刑的战争罪犯名单。这批受到减刑宽大处理的战争罪犯共有二十七名。”

### 第五次（1964年12月28日）
1964年12月12日，中华人民共和国主席特赦令公布。中华人民共和国最高人民法院遵照特赦令，于1964年12月28日特赦释放了53名“已经确实改恶从善的战争罪犯”。其中包括有原属于蒋介石集团的战争罪犯45名，原属于伪满洲国的战争罪犯7名，原属于伪蒙疆自治政府的战争罪犯1名。名单如下：
被特赦释放的原属于蒋介石集团的战争罪犯45名
- 王陵基：国民党四川省主席
- 王克己：国民党第七十四军五十师一五一团上校团长
- 王靖宇：国民党西康省政府委员兼保安司令部中将副司令
- 王晋：国民党第七十四军政工处中校副处长
- 王毅夫：国民党第一OO军四十四师一三O团中校副团长
- 王光伦：国民党第一二五军一八三师少将师长
- 王经武：国民党山东省龙口市筹备处主任
- 石玉湘：国民党湘鄂川黔绥靖公署暂二军七师少将师长
- 厉伯侯：国民党上海第一守备兵团浦东沿海支队司令部政工处中校处长
- 孙家骥：国民党暂二十四军五旅中校参谋
- 孙宗玖：国民党江苏省保安一旅少将旅长
- 孙玉田：国民党第一O七军二六一师少将师长
- 刘雪门：国民党第九绥靖区上校 (少将薪)总务处长
- 刘亚东：国民党第二十八军五十二师一五五团上校团长
- 刘耀寰：国民党暂六军十六师少将师长
- 宋少华：国民党暂九军二十五师少将师长
- 何轩叶：国民党第五十四军二九一师八七三团上校团长
- 吴龙田：国民党国防部第二厅技术研究室军荐二级秘书
- 吴可庄：国民党第七十三军军部少校附员
- 依和普：国民党新民团管区少将副司令
- 林得标：国民党第七十五军一O二师上校副参谋长
- 陈志刚：国民党第九军一六六师上校副师长
- 陈纯武：国民党第八军四十二师一二五团上校团长
- 吴志成：国民党第九十六军二八一师上校副师长
- 李样麟：国民党江宁要塞第一总台二大台少将副大台长
- 李国齐：国民党第三兵团暂九军少将高参
- 郑吉树：国民党浙江省保安司令部少校部员
- 孟恒昌：国民党第六十八军少将代参谋长
- 张干樵：国民党徐州“剿总”前进指挥部上校课长
- 张玉璞：国民党第二十一军一四六师四三八团政工室军荐二级主任
- 张兆华：国民党国防部政工局徐州新闻社中校主任
- 张文豪（张霖生）：国民党国防部二厅华东督导组中校督导员
- 张整军：国民党国防部少将部员、暂八军二十四师少将师长
- 欧阳秉炎：国民党第八十八军少将副师长
- 徐稚当：国民党陕西省保安司令部少将参议
- 梁培璜：国民党第二集团军中将副司令
- 郭树人：国民党国防部二厅少将部员
- 袁鸿逵：国民党第六编练司令部中将高参
- 曹天戈：国民党第八兵团中将副司令
- 黄志超：国民党第二兵团司令部中校科长
- 黄铁民：国民党徐州“剿总”前进指挥部少将总务处处长
- 贺钺芳：国民党国防部第二视察组少将组长
- 葛天：国民党浙江省第二专员公署专员
- 傅锡章：国民党湖南绥靖第一师少将师长
- 濮云龙：国民党第九绥靖区少将总务处处长

被特赦释放的原属于伪满洲国的战争罪犯7名
- 吉兴：伪满洲国尚书府大臣
- 玉琛：伪满洲国第二军管区少将参谋长
- 曲秉善：伪满洲国四平省省长
- 李文龙：伪满洲国第四军管区中将司令官
- 赵竞昌：伪满洲国江上军江防艇队少将司令官
- 佟衡：伪满洲国军事部少将参谋长
- 宪均：伪满洲国恩赐病院少将院长

被特赦释放的原属于伪蒙疆自治政府的战争罪犯1名
- 李守信：伪蒙疆自治政府副主席、伪蒙古军上将副总司令兼第一军军长

“最高人民法院和有关地区的高级人民法院，今天分别在各地战犯管理所召开有全体在押战争罪犯参加的特赦释放大会，会上宣布了被特赦释放的战争罪犯的名单，并发给他们特赦通知书。在各地的特赦释放大会上，最高人民法院和有关地区高级人民法院还同时宣布一批悔改较好的被减刑的战争罪犯名单。这批受到减刑宽大处理的战争罪犯共有十一名。”

### 第六次（1966年4月16日）
1966年3月29日，中华人民共和国主席特赦令公布。中华人民共和国最高人民法院遵照特赦令，于1966年4月16日特赦释放了57名“已经确实改恶从善的战争罪犯”。其中包括有原属于蒋介石集团的战争罪犯52名，原属于伪满洲国的战争罪犯4名，原属于伪蒙疆自治政府的战争罪犯1名。名单如下：
被特赦释放的原属于蒋介石集团的战争罪犯52名
- 方靖：国民党第七十九军中将军长
- 孔庆桂：国民党江阴要塞中将司令
- 叶佛佑：国民党第一七O军三十二师九十六团上校团长
- 叶芳华：国民党后勤部独立第三补给分区少将副司令
- 田兴翔：国民党第八兵团司令部上校副参谋长
- 田文奎：国民党北平市政府新闻处处长
- 毛再逐：国民党第五十四军补充团上校团长
- 邓汉雄：国民党国防部服务总队八大队上校大队长
- 孙继周：国民党第二兵团独立旅少将副旅长
- 刘耗立：国民党宪兵二十七团中校副团长
- 刘佩登：国民党太原绥靖公署少将处长
- 伍重严：国民党第一二四军少将副军长
- 冯石如：国民党徐州“剿总”前进指挥部办公室上校副主任
- 牟中珩：国民党第二绥靖区司令部中将副司令官
- 汪剑雄：国民党第八军四十二师一二五团中校团长
- 肖桂国：国民党第五军军部情报队少校队长
- 何飞峰（何鹏章）：国民党交警十二总队中校总队副
- 杨光钰：国民党第三军中将副军长
- 杨国桢：国民党第七十七军三十七师上校参谋长
- 杨安铭：国民党国防部中将部员
- 杨中明：国民党安徽省财政厅厅长
- 杨集贤：国民党平绥路特别党部主任委员
- 留光中：国民党联勤总部副官学校上校队长
- 李佩青：国民党河南省党部书记长
- 李汉平：国民党第二兵团少将参谋长
- 李德生：国民党第一二七军少将副军长
- 李俊才：国民党天津市警备司令部稽查处处长
- 李汝章：国民党第六十四军一五六师四六七团上校团长
- 南天扼：国民党第二十一军一四六师四三六团政工室少校主任
- 姜溢三：国民党交警第九总队上校总队长
- 赵秉文：国民党第一O六军司令部上校附员
- 柯竹：国民党湖北绥靖总队少将处长
- 徐钟瑞：国民党川鄂边区绥靖公署中将高参
- 徐云台：国民党国防部少将部员
- 张星伯：国民党第六十八军少将参谋长
- 张襄平：国民党第七十四军五十一师政工室上校主任
- 张植民：国民党第一0O军政工处上校处长
- 张大光：国民党牡丹江铁路党部执行委员
- 袁剑飞：国民党第十三兵团第八军少将参谋长
- 高青山：国民党四平市市长
- 凌发泉：国民党第七十四军军法处上校处长
- 曹锡武：国民党第七十六军新闻处少将处长
- 曹波僧：国民党第九军一六六师政工室上校主任
- 曹鼎：国民党甘肃师管区少将副司令
- 董南辕：国民党国防部青年救国团上校大队长
- 傅立贤：国民党第一二四军少将参谋长
- 潘澄清：国民党特务机关保密局贵州站副站长
- 熊武琪：国民党军统局策反专员
- 董赞尧：国民党江苏省建设厅厅长
- 崔国藩：国民党交警第十一总队上校政工主任
- 覃戈鸣：国民党第五十六军三二九师少将师长
- 谢异炎：国民党交警第八总队上校大队长

被特赦释放的原属于伪满洲国的战争罪犯4名
- 甘珠尔扎布：伪满洲国第九军管区中将司令官
- 曹秉森：伪满洲国江上军中将司令官
- 于静远：伪满洲国经济部大臣
- 于镜涛：伪满洲国勤劳部大臣

被特赦释放的原属于伪蒙疆自治政府的战争罪犯1名
- 宝贵廷：伪蒙古军总司令部少将司令官

“这一批战争罪犯的特赦，是最高人民法院和有关地区的高级人民法院今天分别在各地战犯管理所召开的特赦释放大会上宣布的。会上宣读了这次特赦释放的战争罪犯名单，并发给他们特赦通知书。在各地的特赦释放大会上，最高人民法院和有关地区高级人民法院还同时宣布一批悔改较好的被减刑的战争罪犯名单，这次受到减刑宽大处理的战争罪犯共有十五名。”

### 第七次（1975年3月19日）
1974年12月，毛泽东在长沙指示特赦国民党的战犯：“还有一批战犯，放下武器已关押二十多年了，还关着干什么。把他们释放了，可以来去自由。”12月12日，为贯彻毛泽东的指示，周恩来在简报上批示，要有关部门开列全部在押战犯名单，以便在四届人大后特赦战犯。时任副总理兼公安部长华国锋主持多部门联席会议开了二十多次，逐个审议在押战犯的情况，就在押战犯人数、姓名、身份、改造表现与早已符合刑满释放条件或者特赦条件的人进行统计说明，最后形成《关于第七批特赦问题的报告》上报中央，提出13人（徐天任、李清、邱沈钧、张百龄、郭吉谦、黎宗铭、樊迅、翁羽、刘衍智、周养浩、谢代生、杜超群、沈勤康）继续关押不能特赦。1975年2月27日，毛泽东在杭州就此报告做长篇批示：

锦州、大虎山、沈阳、长春，还有战犯为什么没有（特赦）？放战犯的时候要开欢送会，请他们吃顿饭，多吃点鱼、肉，每人发100元零用钱，每人都有公民权。不要强迫改造。……都放了算了，强迫人家改造也不好。土改的时候，我们杀恶霸地主，不杀，老百姓怕。这些人老百姓都不知道，你杀他干什么，所以一个不杀。都放了算了。……气魄太小了。（准备安置在农村劳动的特赦人员，生活费标准是每人每月15至20元）十五元太少，十三人不放，也不开欢送会。有些人有能力可以做工作。年老有病的要给治病，跟我们的干部一样治。人家放下武器二十五年了。

在押战犯的范围，是依据1959年第一批特赦战犯时上报中央的战犯总数856名大名单，减去过去六次特赦的名单及在战犯管理所去世的人。另有25人本属不该关押的国民党起义投诚人员，经报中央批准，先将他们释放，落实政策。 
1975年3月17日，华国锋在第四届全国人大常委会第二次会议上作了说明：“这次特赦释放的战犯共293名。其中有：蒋帮军官219名，党政人员21名，特务50名；伪满战犯２名，伪蒙战犯１名。至此，在押的战争罪犯，即全部处理完毕。”“遵照毛主席的指示精神，对这次特赦释放的全部在押战犯，每个人都给公民权；有工作能力的，安排适当工作；有病的，和我们干部一样治，享受公费医疗；丧失工作能力的，养起来；愿意回台湾的，可以回台湾，给足路费，提供方便，去了以后愿意回来的，我们欢迎。释放时，每人发给新制服装和一百元零用钱，把他们集中到北京开欢迎会，由党和国家领导人接见，并宴请一次，然后组织他们参观学习。”同日，第四届全国人民代表大会常务委员会第二次会议通过《全国人民代表大会常务委员会关于特赦释放全部在押战争罪犯的决定》。
最高人民法院于1975年3月19日特赦释放全部在押的战争罪犯。当天《人民日报》与中央人民广播电台公布了特赦决定。特赦释放名单如下：
被特赦释放的原属于蒋介石集团的战争罪犯290名
- 黄维：国民党第12兵团中将司令官（首要战犯）
- 李九思：国民党第13兵团中将副司令官（首要战犯）
- 庄村夫：国民党豫鄂皖边区绥靖总司令部中将总司令（首要战犯）
- 宋清轩：国民党晋陕边区挺进纵队中将司令（首要战犯）
- 汪宪：国民党华中剿总豫鄂边区自卫军中将司令
- 王绪镒：国民党第6编练部新兵纵队中将司令
- 郭一予：国民党徐州“剿总”办公室中将主任
- 陈士章：国民党第25军中将军长（首要战犯）
- 王秉钺：国民党第51军中将军长（首要战犯）
- 刘镇湘：国民党第64军中将军长（首要战犯）
- 文强：国民党徐州剿总前指中将副参谋长兼军统局北方区长（首要战犯）
- 胡靖安：国民党保密局中将设计委员
- 文文修：国民党第12兵团少将代参谋长
- 沈策：国民党第114军少将军长
- 周开成：国民党第8军少将军长
- 李荩萱：国民党第64军少将军长
- 蔡省三：国民党青年救国团赣东青年服务总队少将总队长
- 陈远湘：国民党第41军少将副军长
- 李子亮：国民党第4军少将副军长
- 刘德溥：国民党第49军少将副军长
- 武之棼：国民党第25军少将参谋长
- 刘剑石：国民党第37军少将参谋长
- 陈燕茂：国民党第63军少将参谋长
- 李慎言：国民党第99军第268师少将师长
- 尹钟岳：国民党第18军第118师少将师长
- 骆周能：国民党第21军第230师少将师长
- 李介立：国民党第20军第134师少特师长
- 龚时英：国民党第70军第32师少将师长
- 王学臣：国民党第103军第234师少将师长
- 张光汉：国民党第47军第127师少将师长
- 唐连：国民党第4军第90师少将师长
- 李贯一：国民党暂32军教导3师少将师长
- 胡运鸿：国民党江西省党部书记长
- 尚传道：国民党吉林省民政厅厅长兼长春市市长
- 胡梦华：国民党天津市社会局局长
- 陈旭东：国民党军统局东北区少将副区长
- 周养浩：国民党军统局西南特区副区长（首要战犯）
- 鲍志鸿：国民党军统局第1处少将赴
- 郑锡麟：国民党军统局本部训练处处长
- 段克文：国民党军统局少将专员
- 岳烛远：国民党军统局河南站站长（首要战犯）
- 何崇校：国民党军统局广东站站长
- 黄康永：国民党保密局湖南站少将站长
- 章微寒：国民党保密局浙江站站长（首要战犯）
- 沈蕴存：国民党国防部二厅少将副厅长（首要战犯）
- 张文（张国栋）：国民党中统局本部秘书兼重庆区区长
- 王从先：国民党中统局西北区副区长
- 刘桂楠：国民党中统局蒙藏调查室主任
- 邵平：国民党中统局四川调统室书记
- 胡涛：国民党中统局四川调统室书记
- 吴汝成：国民党中统局西康调统室主任
- 先大启：国民党内调局四川调查处处长
- 孙秉礼：国民党内调局云南调查处处长
- 李汉元：国民党天津市警察局局长
- 沈觐康：国民党军统局厦门站站长兼厦门市警察局局长
- 李素心：国民党中统局北平区代副区长
- 万大庸：国民党内调局广东调查处副处长
- 祁缉光：国民党交警第16总队副总队长
- 饶琳：国民党军统局成都站副站长
- 陈达：国民党军统局江西站副站长
- 李约勤：国民党中统局专员
- 郑重为：国民党淞沪警备司令部稽查处少将处长
- 李文孚：国民党四川省特委会主任秘书
- 徐健平：国民党军统局东方经济研究所专员
- 刘介鲁：国民党军统局重庆区代区长
- 董南辕：国民党青年救国团浙东义勇总队少将副总队长
- 梁一川：国民党青年救国团江南第2义勇总队少将总队长
- 温世程：国民党第3集团军参谋处少将处长
- 杨若济：国民党淞沪警备司令部少将副参谋长
- 吴宏文：国民党闽南赣边纵队第1支队少将司令
- 刘国举：国民党云南第3联防指挥部少将指挥官
- 张钧：国民党中条山挺进军少将司令
- 黄闲道：国民党总统府少将高参
- 金柱林：国民党第8绥靖区少将战地视察官
- 方舟：国民党国防部少将专员
- 王维绩：国民党第8兵团政工处少将处长
- 王云沛：国民党浙江省保安处少将处长
- 朱家悌：国民党国防部少将视察官
- 姚晋敬：国民党开滦煤矿教育处处长
- 孙焕彩：国民党整编第12军少将高参
- 蔡树鸿：国民党东北“剿总”政工处少将副处长
- 杜彦兴：国民党太原绥靖公署驻北平处长
- 靳金城：国民党原绥靖公暑少将副处长
- 徐天任：国民党第二军特别党部书记长、少将
- 李清：国民党第七十二军中校参谋
- 杜超群，国民党内政部调查局（即中统）上海办事处副处长
- 沈勤康，国民党厦门市警察局局长兼国防部保密局闽南站站长
- 张百龄：国民党保密局热河站副站长
- 邱沈钧：国民党国防部二厅通讯总所所长，少将军衔
- 黎宗铭：国民党邱清泉第二兵团政工处处长，少将军衔
- 刘衍智：国民党第二兵团第一一六军第287师861团上校团长
- 樊迅：国民党华中军政长官公署鄂豫皖边区自卫队副司令兼参谋长，少将军衔。
- 郭吉谦：国民党第二兵团第五军代理军长兼参谋长，少将军衔
- 翁羽：国民党第13兵团第九军第8团团长，上校军衔
- 谢代生：国防部保密局广西站站长，少将军衔
- 李宗煌、陈静波、张子云、曾哲民、马宗其、张子清、祁子卿、陈知月、梁浩、刘冠儒、雷振声、贾森华、胡勤、薛仁安、侯定远、吴国宾、谢旭、赵广元、陶向春、万历、李树桂、沈震遐、苗秀霖、徐建平、蒋文鹤、徐叔明、王树彬、马子俊、刘操、张凤吉、徐荣源、王刚、马君慈、唐乐山、詹豪、高吴飞、班志洲、张盛吉、李益三、余显琮、徐晋元、王学元、骆周能、王仲模、王庚、王铮、 章建新、韩正礼、周传家、王蔚丞、宋从颐、王超群、黄家驹、王政成、高建平、胡国贞、熊介生、陈凯、左子奇、黄文忠、沈忠毅、杨维泉、宓熙、骆韫韬、王然、方耀、黎殿臣、翁养正、王飞、夏芳、沈少撰、张杰荪、马策、戴以道、刘芬荣、徐斯蔚、陈杰生、廖辅仁、黄醒群、刘子瑛、刘国瑞、陈文瑞、聂政、吴其中、陈维猷、谢梅林、陈士彦、李钢、仲向白、毋梦绂、张守谦、黄炳寰、李鹤龄、武宪周、李品清、许润堂、盂祥氛、王屏南、张泉、田伯英、刘裕绥、李邦勋、刘非、朱大铭、胡性阶、贺知诗、马清、杨植、章向阳、曾承彬、邹彬、罗铁恕、屈芷声、李铁夫、易颢、刘茂欣、王象国、陈治仁、李文开、彭恒、喻梦希、陳國華、胡啸华、贺光国、陈章、张正伦、舒泽、陈列修、刘子剑、王进三、李克、王炜辅、罗学万、刘警民、刘嗣钦、黎天荣、李友庄、张越秀、丘懋高、黄伟斌、张中岳、陈伯锥、廖缺军、温保鑫、刘慕光、黎安福、饶钦廉、陈家鹏、李骏、冼伟智、范哲明（范树德）、金柏林、余倜、姚绍强、李心武、卜仲庸、胡毓英、魏煜锟、钟子勋、李白英、刘定国、毛兆椿、张劲竹、许权、卢赞农、刘光凉、周公辅、刘宗汉、王明安、雷汝宁、朱太安、谭冀平、吕雅堂、熊登甲、文正荣、凌尚忠、李式如、李秣、胡德沛、梁国光、林文波、易啸夫、鲁宗周、邱正民、李诚一、林仲明、韩德考、袁兆磺、高福坤、张德崇、汤位东、胡汉文、任鸿猷、蔺效如、郭柏、周郁生、张海商、杨南村、赵一雪、张铁石：国民党将校级军官和党政人员

被特赦释放的原属于伪满洲国的战争罪犯2名
- 郭若霖：伪满洲国第十一军管区中将司令
- 齐知政：伪满洲国首都警察总监

被特赦释放的原属于伪蒙疆自治政府的战争罪犯1名
- 乌云毕利格（赵城璧）：国民党绥蒙党部书记长、调统室主任

1975年4月13日，10名报名回台湾的特赦人员：王秉铖、周养浩、王云沛、蔡省三、段克文、杨南邨、张铁石、赵一雪、陈士章、张海商，由北京飞往广州。14日由深圳到香港，中国旅行社香港分社安排他们住在兰宫饭店和帝国酒店等待台湾入境许可。遭到了拒绝入境，原国军第68军政工处上校处长张铁石在香港的饭店住处自缢。剩下的9人有的去了美国，有的留在了香港，有的回到家乡安享晚年。
1975年7月14日，毛泽东在与江青进行文艺工作调整的讲话中还特意说道：释放俘虏放得好，国民党怕得很。
1975年8月16日中共中央、毛主席批准了释放在押的全部美蒋武装特务的报告。9月22日、10月8日，所有在押的95名美蒋武装特务和49名武装特务船船员全部宽大释放经金门回台。 
1975年9月9日，毛泽东在释放安置以历史反革命罪判刑关押改造和刑满留在劳动改造单位就业的原国民党县团以上党政军警宪特人员报告上批示：“建议一律释放。本地不能转业的，转别地就业。” 这一工作到1976年初基本完成，由各地中级人民法院“宣布摘掉反革命分子的‘帽子’，给予公民权。”1982年3月，第五届全国人民代表大会常务委员会第二十二次会议决定：对在押的原国民党县团以下党政军特人员四千二百三十七名，全部宽大释放，并给予政治权利。

### 第八次（2015年8月29日）
为纪念中国人民抗日战争暨世界反法西斯战争胜利70周年，第十二届全国人民代表大会常务委员会第十六次会议决定，给予四类正在服刑的罪犯特赦，中华人民共和国主席习近平根据全国人大常委会的决定签署并发布了特赦令。
适用于特赦令的四类服刑犯
- 参加过中国人民抗日战争、中国人民解放战争的
- 中华人民共和国成立以后，参加过保卫国家主权、安全和领土完整对外作战的，但犯贪污受贿犯罪，故意杀人、强奸、抢劫、绑架、放火、爆炸、投放危险物质或者有组织的暴力性犯罪，黑社会性质的组织犯罪，危害国家安全犯罪，恐怖活动犯罪的，有组织犯罪的主犯以及累犯除外
- 年满七十五周岁、身体严重残疾且生活不能自理的
- 犯罪的时候不满十八周岁，被判处三年以下有期徒刑或者剩余刑期在一年以下的，但犯故意杀人、强奸等严重暴力性犯罪，恐怖活动犯罪，贩卖毒品犯罪的除外

### 第九次（2019年6月29日）
为纪念中华人民共和国建国七十周年，根据第十三届全国人民代表大会常务委员会第十一次会议的决定，中华人民共和国主席习近平签署并发布了特赦令，对2019年1月1日前人民法院作出的生效判决正在服刑的九类对象实行特赦。
适用特赦令的九类罪犯
1. 参加过中国人民抗日战争、中国人民解放战争的
2. 中华人民共和国成立以后，参加过保卫国家主权、安全和领土完整对外作战的
3. 中华人民共和国成立以后，为国家重大工程建设做过较大贡献并获得省部级以上“劳动模范”“先进工作者”“五一劳动奖章”等荣誉称号的
4. 曾系现役军人并获得个人一等功以上奖励的
5. 因防卫过当或者避险过当，被判处三年以下有期徒刑或者剩余刑期在一年以下的
6. 年满七十五周岁、身体严重残疾且生活不能自理的
7. 犯罪的时候不满十八周岁，被判处三年以下有期徒刑或者剩余刑期在一年以下的
8. 丧偶且有未成年子女或者有身体严重残疾、生活不能自理的子女，确需本人抚养的女性，被判处三年以下有期徒刑或者剩余刑期在一年以下的
9. 被裁定假释已执行五分之一以上假释考验期的，或者被判处管制的

上述九类对象中，具有以下情形之一的，不得特赦：
1. 第二、三、四、七、八、九类对象中系贪污受贿犯罪，军人违反职责犯罪，故意杀人、强奸、抢劫、绑架、放火、爆炸、投放危险物质或者有组织的暴力性犯罪，黑社会性质的组织犯罪，贩卖毒品犯罪，危害国家安全犯罪，恐怖活动犯罪的罪犯，其他有组织犯罪的主犯，累犯的
2. 第二、三、四、九类对象中剩余刑期在十年以上的和仍处于无期徒刑、死刑缓期执行期间的
3. 曾经被特赦又因犯罪被判处刑罚的
4. 不认罪悔改的
5. 经评估具有现实社会危险性的